# Chengbei (sockenhuvudort i Kina, Hubei Sheng, lat 30,96, long 113,57)
Chengbei (kinesiska: 城北, 城北街道) är en sockenhuvudort i Kina. Den ligger i provinsen Hubei, i den centrala delen av landet, omkring 80 kilometer nordväst om provinshuvudstaden Wuhan. Antalet invånare är 43 785. Befolkningen består av 21 101 kvinnor och 22 684 män. Barn under 15 år utgör 11,0 %, vuxna 15-64 år 76 %, och äldre över 65 år 11,0 %.
Runt Chengbei är det tätbefolkat, med 636 invånare per kvadratkilometer. Närmaste större samhälle är Chengzhong, 2,9 km sydväst om Chengbei. Trakten runt Chengbei består till största delen av jordbruksmark.
Genomsnittlig årsnederbörd är 1 441 millimeter. Den regnigaste månaden är juli, med i genomsnitt 203 mm nederbörd, och den torraste är december, med 19 mm nederbörd.